# Juan Gil Fernández
Juan Gil Fernández (Madrid, 3 de diciembre de 1939) es un latinista y medievalista español, casado con la estudiosa de Colón Consuelo Varela Bueno y hermano del helenista Luis Gil Fernández.

## Biografía
Doctor por la Facoltà di Lettere de Bolonia (Italia), entre 1967 y 1971 fue profesor agregado de la Universidad Complutense de Madrid y perteneció al consejo asesor de su revista Cuadernos de Filología Clásica. Catedrático de Filología Latina de la Universidad de Sevilla desde 1971, fue doctor honoris causa por la Universidad Complutense en 2008 y miembro de la Real Academia Española de la Lengua desde 2011, donde ocupa el sillón e minúscula.
Se especializó en el estudio del latín de los visigodos y en el de los mozárabes (su Corpus scriptorum Muzarabicorum es obra de referencia entre especialistas); también le interesan los temas históricos: ha editado la obra completa de Cristóbal Colón y numerosas crónicas y cronicones medievales, entre ellas la Cronica naierense; dedicó también ocho volúmenes en Los conversos y la Inquisición sevillana. Ha publicado más de 300 investigaciones sobre el latín en la Antigüedad, Edad Media y Renacimiento.
En septiembre de 2024 recibió, junto con su mujer, el Premio Manuel Clavero en reconocimiento a su labor docente y de investigación.

## Obras

### Como autor único
- Los años sevillanos de Fray Juan de Quevedo: nuevos documentos (1987).
- Franciscanos en el Nuevo Mundo (1987)
- Temas colombinos (1986).
- Mitos y utopías del descubrimiento (1989).
- La India y el Catay: Textos de la antigüedad clásica y del medievo occidental (1995).
- Los conversos y la inquisición sevillana, (2000-2003), 8 vols.
- Miscellanea Wisigothica
- Corpus scriptorum Muzarabicorum (1973-).
- De codicibus Albornotianis ad Graecas Latinasque litteras pertinentibus commentarius Bolonia, Zanichelli, 1964.

### En obras colectivas
- Con Consuelo Varela, Cristóbal Colón. Textos y documentos completos, (1992).
- Con José Luis Moralejo y Juan Ignacio Ruiz de la Peña Solar, Crónicas asturianas, (1985).
- Con Emma Falque Rey y Antonio Maya, Chronica naierensis, 1990.
- «Notas lexicográficas sobre el latín mozárabe» (1972).
- «Notas etimológicas castellanas» (1985).
- «Adquisición y transmisión del humanismo» (1996).
- «La literatura hispanorromana: Historia de un mito» (1998).
- «Las tensiones de una minoría religiosa: La sociedad mozárabe» (1998).
- «Trajano en la Edad Media» (2000).
- «Los autores cristianos (siglos II-IV)» (2003).
- «El latín tardío y medieval (siglos VI-XIII)» (2004).